# Hofdwerg

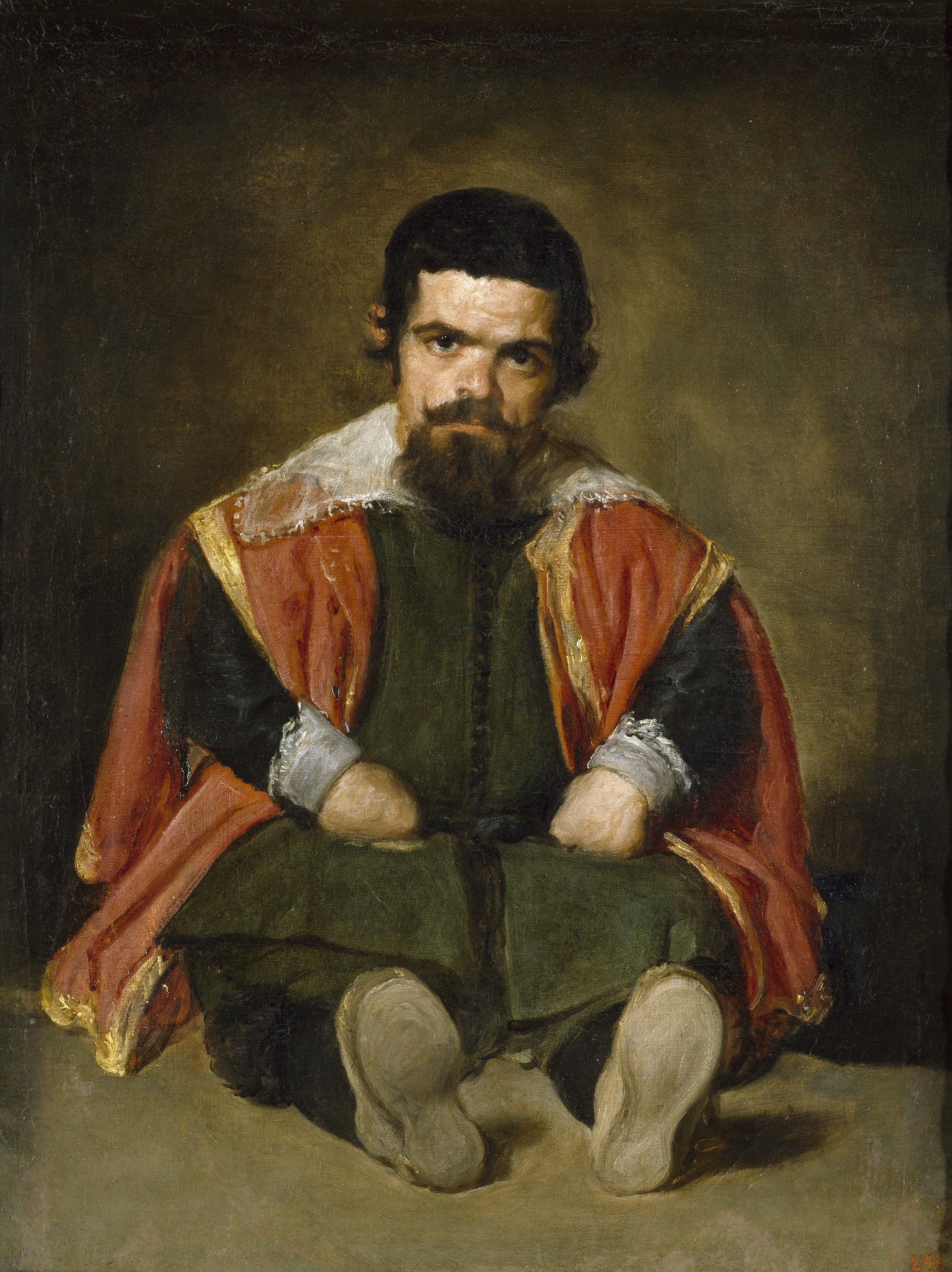
Hofdwerg van Sebastián de Morra, door Velasquez, museum Prado

Hofdwergen waren dwergen die in dienst van koningen of edellieden als nar of gezelschap optraden in hun hofhouding.
Ze waren eigendom en werden als gebruikvoorwerpen beschouwd die ook verhandeld konden worden. Ze werden vaak als cadeau gegeven aan koningen en koninginnen. In het Oude Egypte zag men dwergen als mensen met belangrijke religieuze banden en bijgevolg droeg het bezitten van een dwerg bij tot de sociale status van de eigenaar.